# Mine de Belle Ayr
 (octobre 2022).
Si vous disposez d'ouvrages ou d'articles de référence ou si vous connaissez des sites web de qualité traitant du thème abordé ici, merci de compléter l'article en donnant les références utiles à sa vérifiabilité et en les liant à la section « Notes et références ».
La mine de Belle Ayr est une mine à ciel ouvert de charbon située au Wyoming aux États-Unis. En 2007, la mine a extrait 27 millions de tonnes de charbon.